# Aglaodes
Aglaodes é um gênero de traça pertencente à família Agonoxenidae.